# Faaborg
Faaborg o Fåborg es una ciudad danesa de 7.249 habitantes (2013) situada en la isla de Fionia. Es la mayor localidad del municipio de Faaborg-Midtfyn, en la región administrativa de Dinamarca Meridional.
Faaborg se localiza en la costa sur de la isla, en el fiordo de Faaborg y frente al archipiélago del sur de Fionia. Está rodeada por una zona de colinas conocidas popularmente como los alpes fionianos.

## Historia

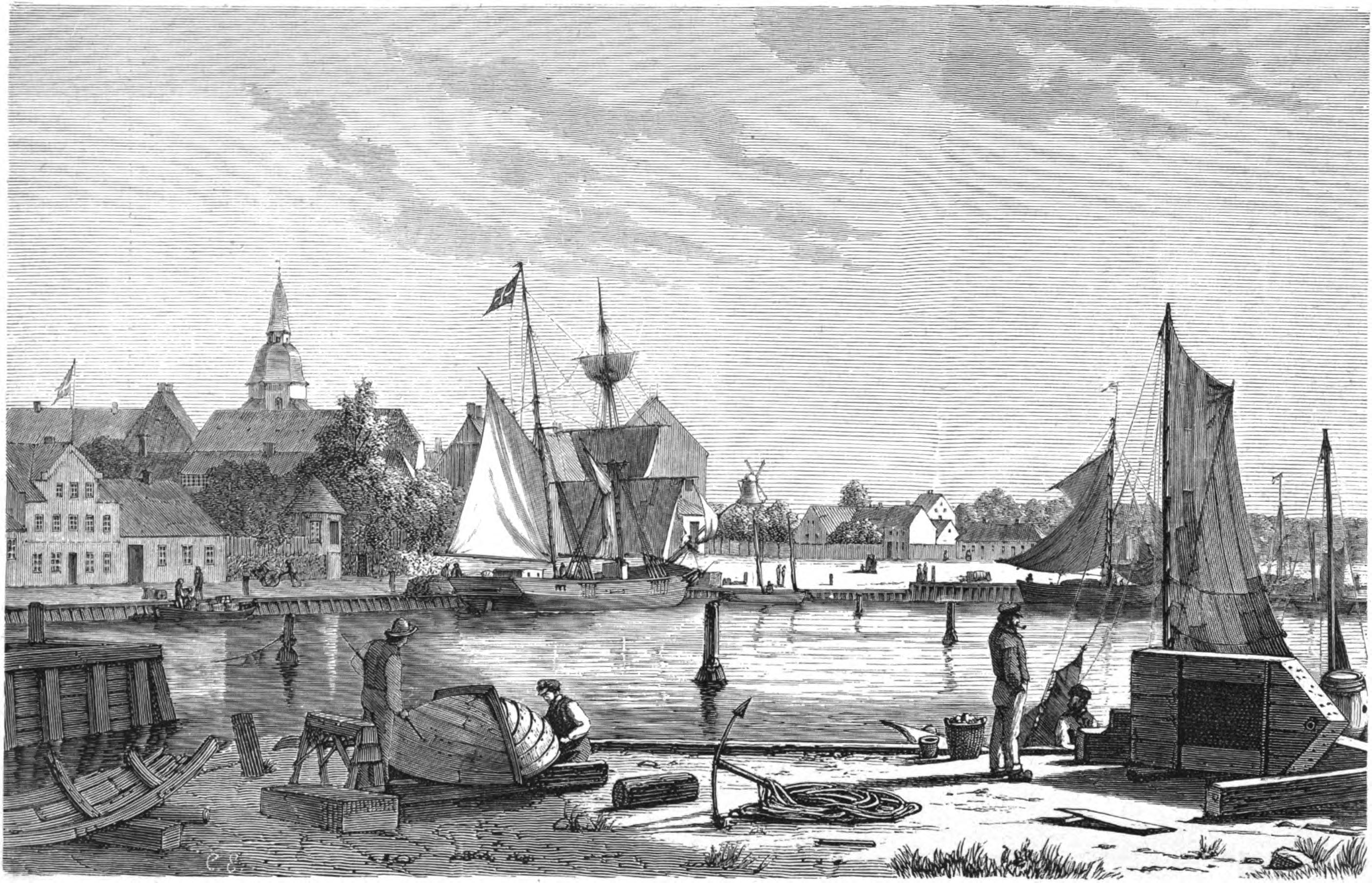
El puerto de Faaborg en 1870.

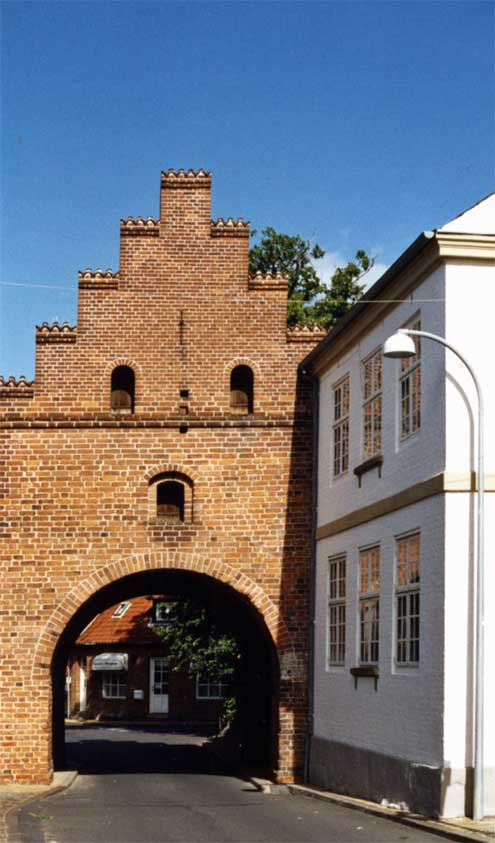
Vesterporten, la única puerta que se conserva de la fortificación medieval.

No se sabe cuándo fue fundada la localidad, pero cuando su nombre aparece por primera vez en la historia, en 1229, ya tenía estatus de ciudad comercial (købstad). Su nombre, primero conocido como Foburgh, procede de las raíces danesas antiguas fo: "zorro", y la terminación -borg: "castillo", y significa "castillo del zorro". Lo primero que se sabe de Faaborg es que fue dada en herencia a Leonor de Portugal, nuera de Valdemar II de Dinamarca. A la muerte de Leonor en 1231, la ciudad y el castillo regresaron a manos del rey. Durante la Edad Media la ciudad, que se encontraba en una península alargada rodeada de mar por tres lados, fue fortificada con fosos y murallas. En 1477 se fundó un monasterio de la Orden del Espíritu Santo, que tuvo un hospital dedicado a los pobres.
Durante los siglos XVI y XVII Faaborg experimentó una crisis económica, debida primero al comercio ilegal y después a las guerras que Dinamarca sostuvo contra Suecia. En los siglos XVIII y XIX el comercio marítimo creció de manera importante: Faaborg exportaba cereales a Noruega y a los ducados de Schleswig y Holstein, y sus barcos comerciaban con el Mediterráneo, Inglaterra y países tan lejanos como China y Australia. Hacia finales del siglo XIX se establecieron algunas industrias ligeras en la ciudad, pero el comercio y la navegación continuaron siendo las actividades principales y el motor de crecimiento. El puerto fue expandido considerablemente y en 1880 la ciudad fue conectada por ferrocarril con otras ciudades fionianas.
En el siglo XX la ciudad siguió creciendo y se establecieron nuevas industrias, como la de los metales y la alimentaria. Sin embargo, este crecimiento fue más moderado a causa de la competencia comercial de Odense y Svendborg. Aunque todavía conserva ciertas industrias importantes, desde la década de 1970 Faaborg pasa por un proceso de desindustrialización, mientras que el sector terciario avanza, en particular por el crecimiento del turismo.
Faaborg fue capital del municipio homónimo desde 1970 hasta 2007, cuando éste se integró al nuevo municipio de Faaborg-Midtfyn. La capital del nuevo municipio se estableció en Ringe.

## Cultura

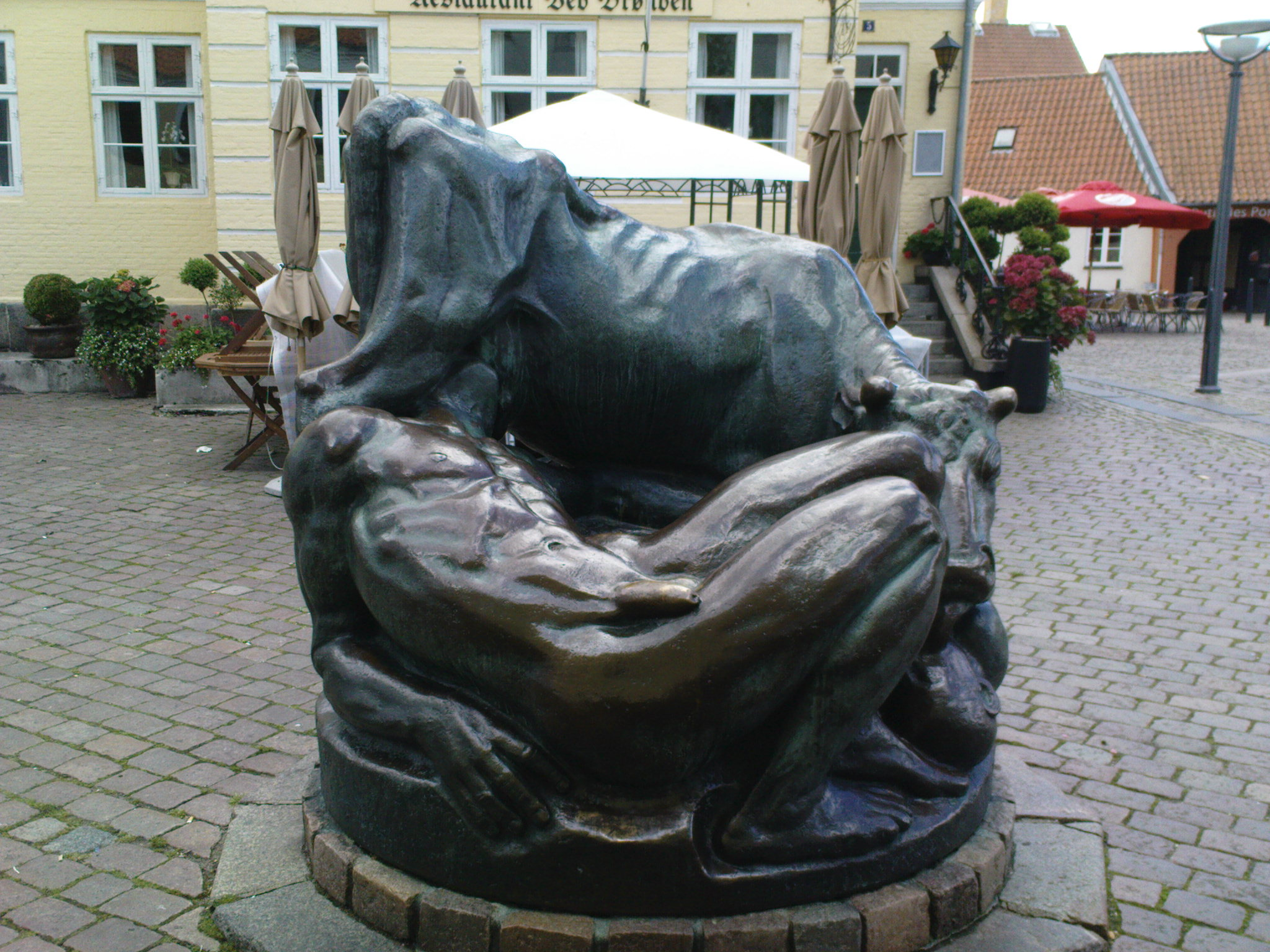
El pozo de Ymir

La iglesia del Espíritu Santo es el templo luterano de la ciudad y todo lo que queda del antiguo monasterio medieval del mismo nombre. Es una iglesia gótica de grandes dimensiones (46 m de largo) para el tamaño de la ciudad, de color amarillo y sin torre. Su retablo es una pintura de Wilhelm Marstrand, que sustituyó a un magnífico retablo gótico de madera policromada, el cual se encuentra actualmente en el Museo Nacional de Dinamarca. Destaca también su pila bautismal de Hermann Ernst Freund.
El campanario de Faaborg, del siglo XV, es todo lo que queda de la antigua iglesia de San Nicolás. La iglesia fue construida en el siglo XIII para servir de parroquia, pero fue derribada hacia 1550. El campanario es uno de los puntos más destacados en el cielo de Faaborg.
En el centro de se conservan varias casas antiguas de entramado de madera o ladrillos que datan principalmente del siglo XVIII. Entre ellas se encuentra den Voigtske gaard (la granja Voigt), un gran complejo que perteneció a una de las familias más ricas de Faaborg.
La Vesterport (puerta occidental), construida en la segunda mitad del siglo XV, es el único resto de la fortificación de la ciudad. Desde el siglo XVII hasta el XIX sirvió de aduana para las mercancías de ingreso a la ciudad. La Vesterport es, junto a la Mølleport de Stege, la única puerta de ciudad medieval que se conserva en Dinamarca.
En la plaza principal hay una escultura de Kai Nielsen, Ymerbrønden (El pozo de Ymir, 1913), que representa el mito nórdico del gigante Ymir amamantado por la vaca Auðumbla.

## Imágenes

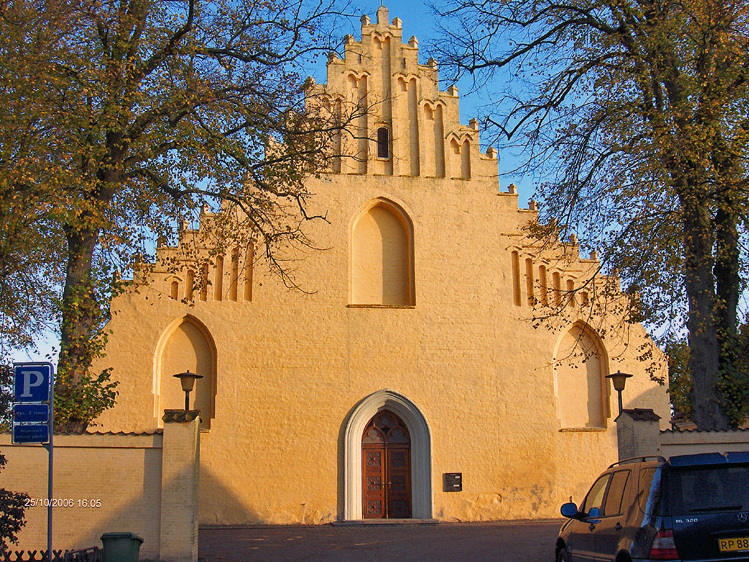
Iglesia del Espíritu Santo.
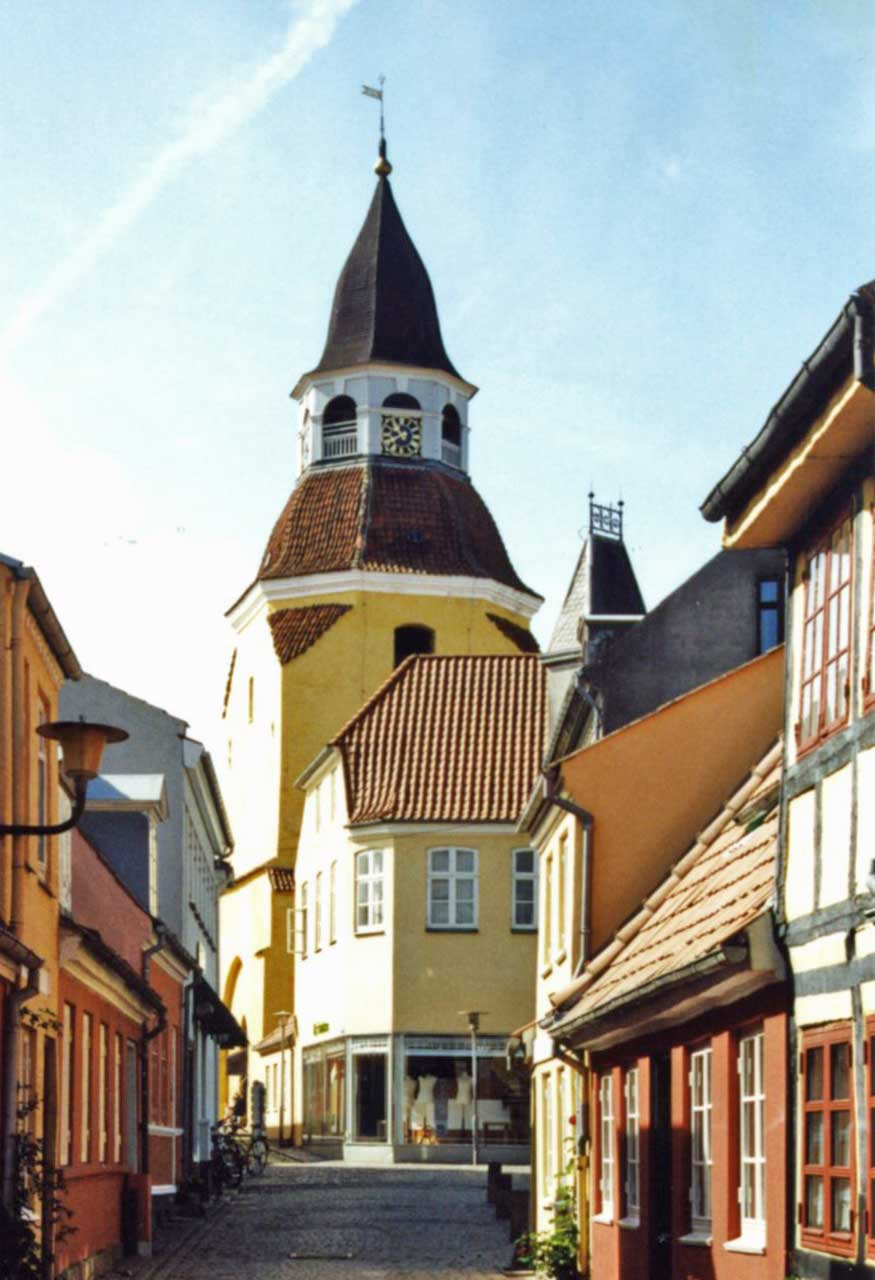
Campanario de Faaborg.
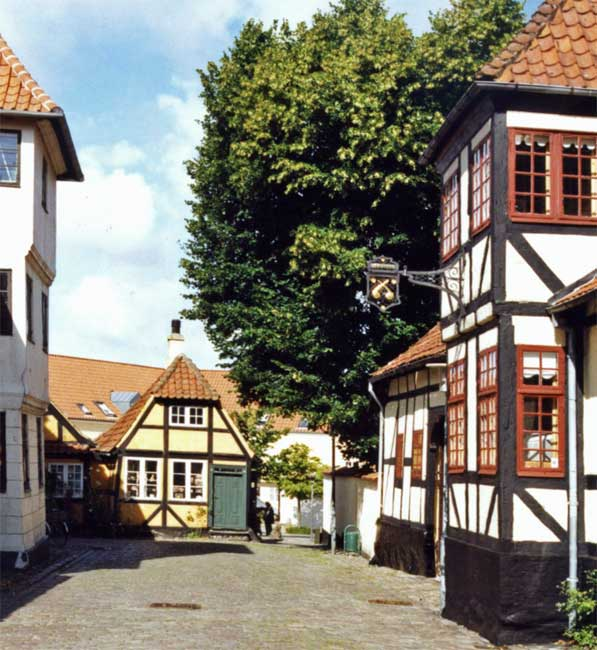
Casas de entramado de madera.
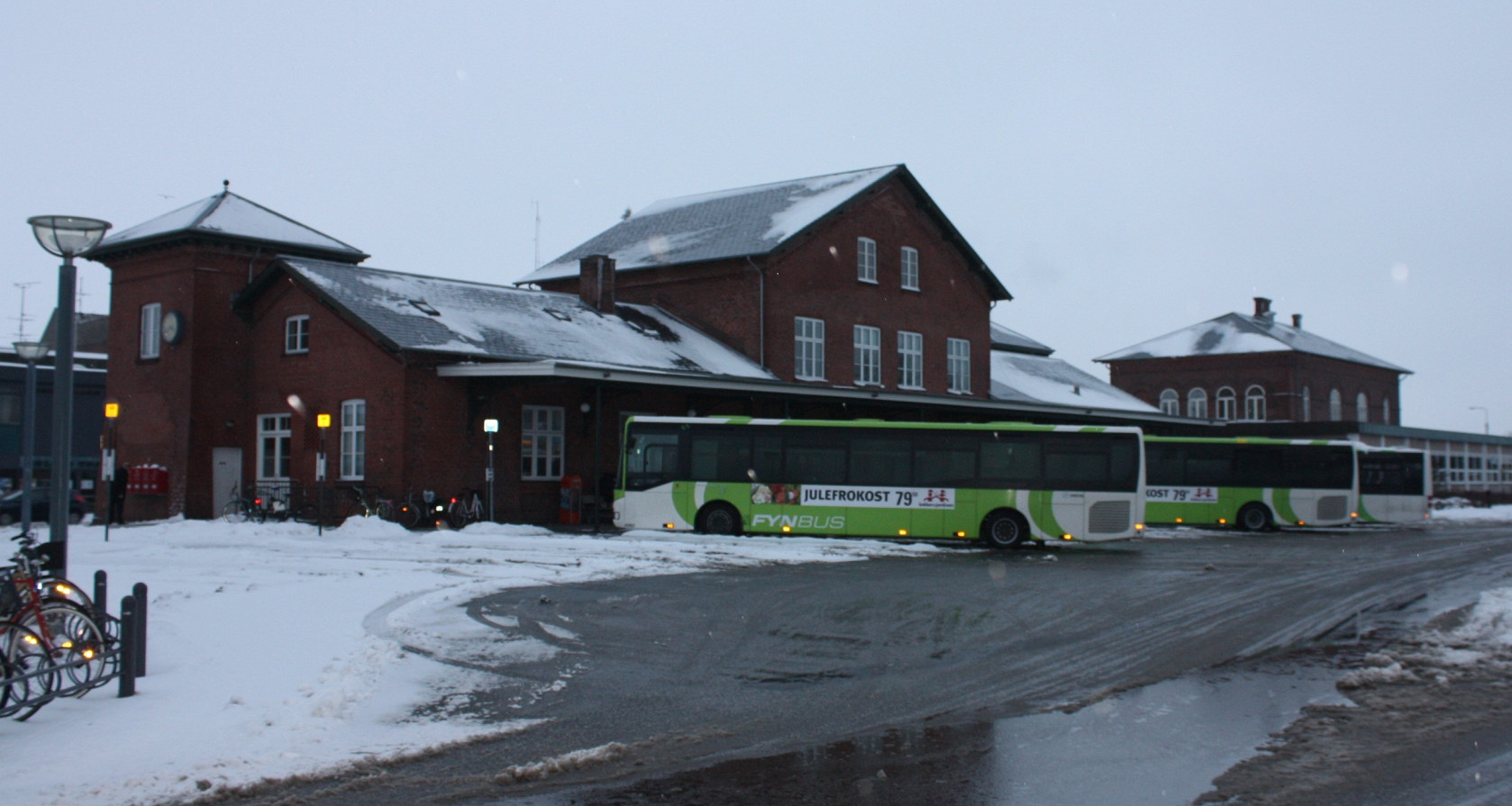
Antigua estación de trenes.